# 鵜住居站

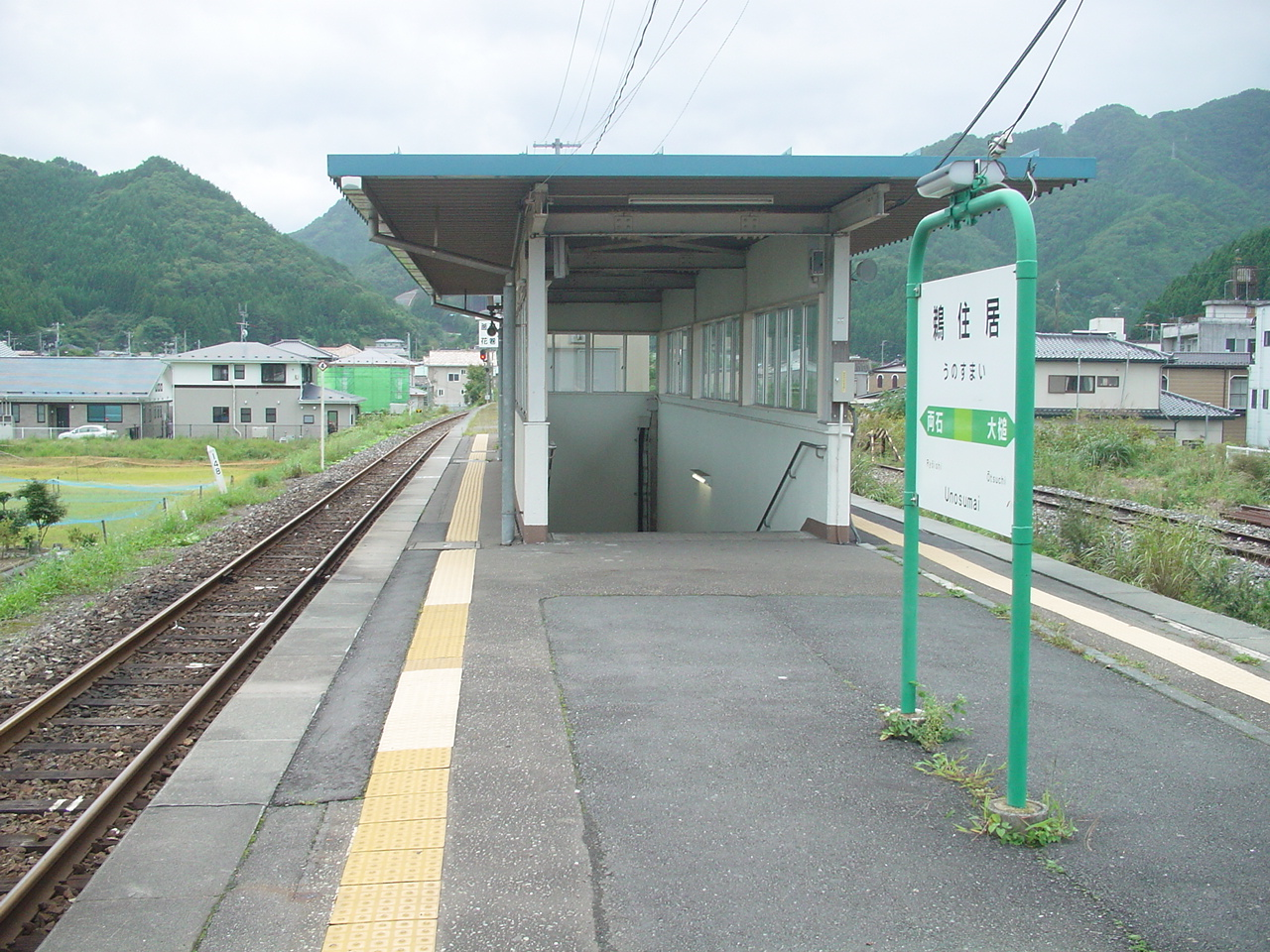
JR時代的月台

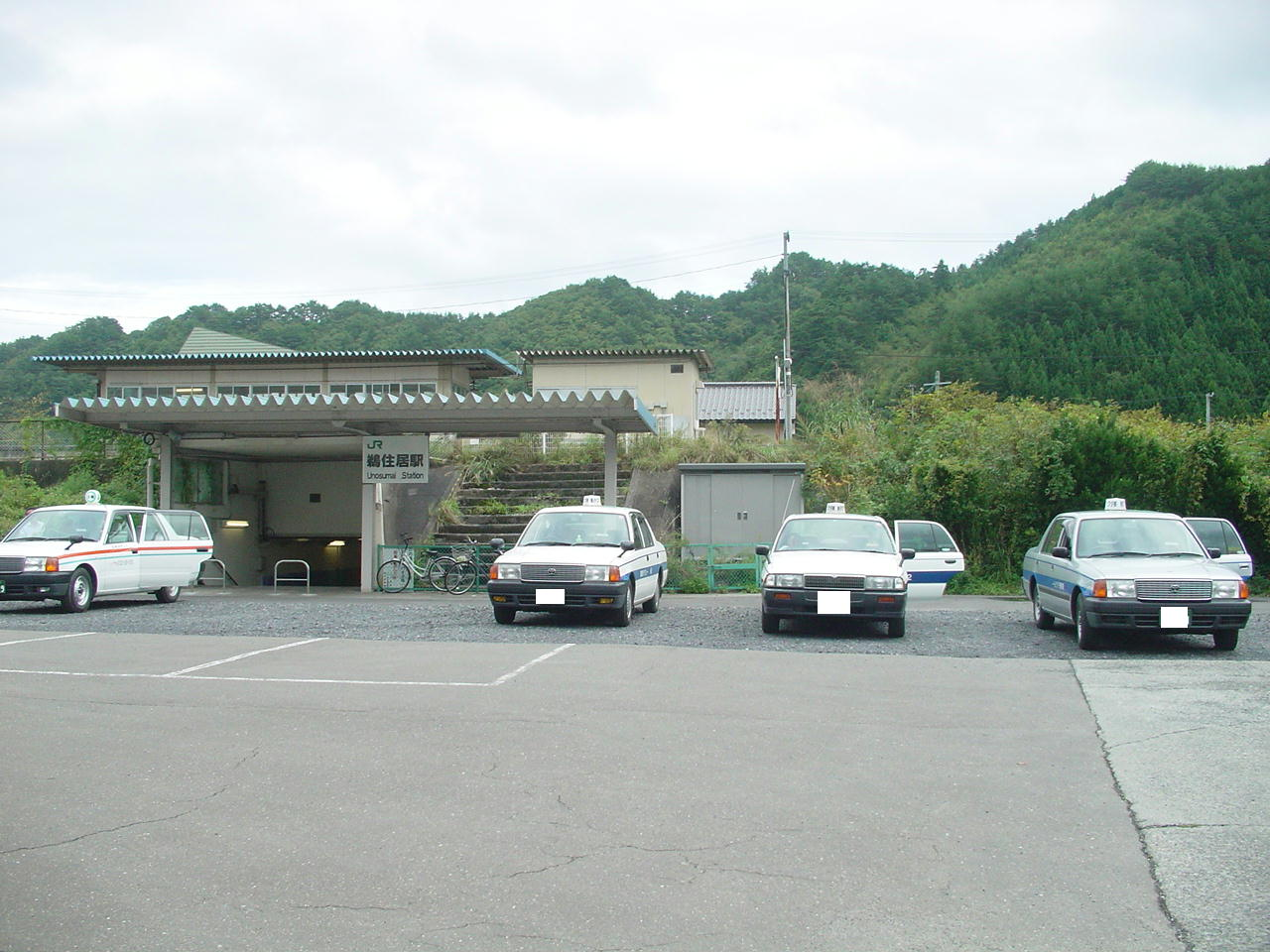
車站大樓

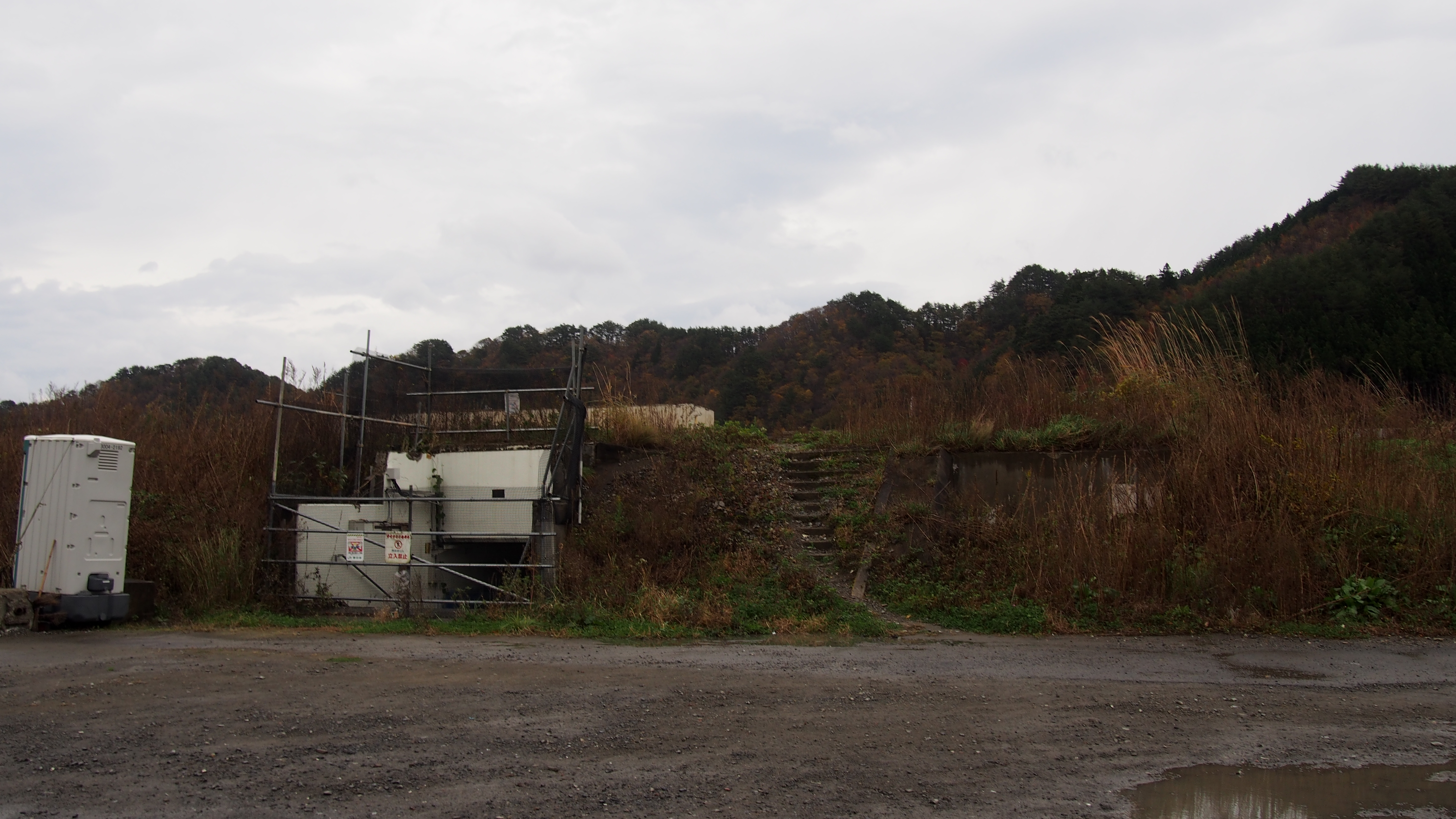
在東日本大震災後的車站樣子

鵜住居站（日语：／ Unosumai eki */?）是位於岩手縣釜石市鵜住居町16番地，三陸鐵道的谷灣線車站。
此站的愛稱為「Try Station」。在JR東日本管理的時代，此站的愛稱為世界語的「Plaĝo（沙灘）」。

## 歷史
- 1939年（昭和14年）9月17日：鐵道省山田線車站啟用[1]。
- 1985年（昭和60年）3月14日：廢除鵜住居站長，由大槌站長管理此站（車站職員繼續來自大槌站）。
- 1987年（昭和62年）4月1日：伴隨國鐵分割民營化，車站由東日本旅客鐵道（JR東日本）營運[2][1]。
- 2005年（平成17年）4月1日：隨著大槌站成為業務委託車站，不再派遣職員至此站，成為無人車站。此站由釜石站長管理。
- 2011年（平成23年）3月11日：發生東北地方太平洋近海地震（東日本大震災），使此站暫停營業。此站被海嘯衝毀[3][4]。
- 2018年（平成30年）8月21日：車站大樓重建完成並開始試行，在7年後再次設有車輛進入此站。
- 2019年（平成31年）3月23日：包含此站在內宮古站至釜石站之間重開，同時三陸鐵道繼承該區段[5]。
- 2019年（令和元年）10月12日：颱風海貝思（颱風19號）吹襲日本，使釜石站至宮古站之間受災暫停服務。
- 2020年（令和2年）3月20日：釜石站至宮古站之間重開。

## 車站構造
在JR東日本和三陸鐵道時代，此站都是地面車站，設有1面2線的島式月台，可進行列車交會。
在震災後的復修工程中，月台和車站大樓重新建設。連接月台的通道由震災前的地下通道變為平交道。

## 使用狀況
根據「JR東日本」，以下為1日平均乘車人次變化：
| 乘車人次變化       | 乘車人次變化     | 乘車人次變化   |
| 年度               | 1日平均 乘車人次 | 參考資料       |
| ------------------ | ---------------- | -------------- |
| 2000年（平成12年） | 275              | [ 利用客数 1 ] |
| 2001年（平成13年） | 281              | [ 利用客数 2 ] |
| 2002年（平成14年） | 271              | [ 利用客数 3 ] |
| 2003年（平成15年） | 229              | [ 利用客数 4 ] |

## 車站周邊
- 新川原簡易郵局
- 釜石市立鵜住居小學
- 釜石市立釜石東中學（日语：釜石市立釜石東中学校）
- 岩手縣道35號釜石遠野線（日语：岩手県道35号釜石遠野線）
- 岩手縣道146號鵜住居停車場線（日语：岩手県道146号鵜住居停車場線）
- 國道45號
- 釜石鵜住居復興體育場（日语：釜石鵜住居復興スタジアム）
- 釜石紀念公園（釜石市鵜住居地區防災中心遺址）
- 連接生活未來館
- 鵜之鄉交流館
- 釜石市民體育館

## 相鄰車站
三陸鐵道
■谷灣線
兩石－鵜住居－大槌

## 注腳

### 使用狀況
1. ↑  . 東日本旅客鐵道.   [2018-03-08]. （原始内容存档于2017-08-08） （日语）.
2. ↑  . 東日本旅客鐵道.   [2018-03-08]. （原始内容存档于2019-04-02） （日语）.
3. ↑  . 東日本旅客鐵道.   [2018-03-08]. （原始内容存档于2019-04-02） （日语）.
4. ↑  . 東日本旅客鐵道.   [2018-03-08]. （原始内容存档于2019-04-02） （日语）.

## 外部連結
- 車站·周邊資訊【鵜住居站】 （页面存档备份，存于）（日語）：三陸鐵道